# Sianhala
Sianhala est une ville de la région de la Bagoué située au nord de la Côte d'Ivoire, dans le département de Kouto dont elle est l'une des sous-préfectures, avec Gbon, Kolia, et Blességué.
Elle se situe dans le district des Savanes.

## Administration
| Date d'élection | Identité | Parti    | Qualité         | Statut |
| --------------- | -------- | -------- | --------------- | ------ |
| 1980            |          | PDCI-RDA | Homme politique | élu    |
| 1983            |          | PDCI-RDA | Homme politique | élu    |
| 1985            |          | PDCI-RDA | Homme politique | élu    |
| 1990            |          | PDCI-RDA | Homme politique | élu    |
| 1995            |          | PDCI-RDA | Homme politique | élu    |
| 2001            |          |          | Homme politique | élu    |

## Économie
L'élevage et les cultures du coton, de l'arachide, du maïs, de l'igname, des mangues et des anacardiers y sont pratiquées.